# Ортис, Анхель (футболист)
А́нхель Орти́с Монтерре́й (исп. Ángel Ortiz Monterrey; род. 25 июля 2004, Альмендралехо, Эстремадура) — испанский футболист, защитник клуба «Бетис».

## Клубная карьера
Ортис — воспитанник клуба «Бетис». В 2021 году Анхель дебютировал за дублирующий состав. В 2024 году игрок был включён в заявку основной команды на сезон. 25 января 2025 года в матче против «Мальорки» он дебютировал в Ла Лиге.